# 吳福文
吳福文（1956年—）是一位生於臺灣南投縣的當代藝術家，曾任臺中衛道中學的藝術老師，現已離職。現前往中國大陸雲南省進修。

## 生平
吳福文在1956年出生於臺灣省南投縣。後來，他就讀並畢業於臺灣師範大學美術系。此後，他曾於多間美術館及其他單位舉辦個人作品展，並參與臺灣及國外地區聯展百餘次。其作品亦曾被數個美術館納為藏品。他在衛道中學亦是一位廣為人知的經典人物；他也一度經常出現於該校的校園傳奇之中，如衛道湖腳踏車、維也納森林及衛道大草原等。

## 參展
第3屆亞洲國際展、第4屆亞太國際美展、第23屆亞細亞國際現代美展、“中華民國美術發展特展”、第4屆中韓美術交流展、第1屆亞洲美協聯盟展、“全國名家山高水長邀請展”、第2屆亞洲國際美展、第5屆中韓美展、中澳美術家交流展、海峽兩岸美術家作品展、臺中師院傑出校友美展等。

## 著作
《吳福文畫集》等。